# Charlotte Moore Sitterly
Charlotte Emma Moore Sitterly, ameriška astronomka, * 24. september 1898, Ercildoun, Pensilvanija, ZDA, † 3. marec 1990, Washington, ZDA.
Po njej se imenuje asteroid 2110 Moore-Sitterly.